# Ptychomnion densifolium
Ptychomnion densifolium är en bladmossart som beskrevs av Georg Friedrich von Jaeger 1880. Ptychomnion densifolium ingår i släktet Ptychomnion och familjen Ptychomniaceae. Inga underarter finns listade i Catalogue of Life.